# All Shook Up
All Shook Up — пісня Елвіса Преслі, випущена 1957 року. Пісня досягла вершини трьох американських чартів (поп, кантрі та R&B). Ця пісня потрапила до списку 500 найкращих пісень усіх часів за версією журналу Rolling Stone
У 1970 році блюзмен Альберт Кінг записав кавер-версію пісні для свого альбому Blues for Elvis — King Does the King's Things, присвяченому Елвісу Преслі.
|  | Це незавершена стаття про пісню. Ви можете допомогти проєкту, виправивши або дописавши її. |